# Jozef Mihál
Jozef Mihál, né le 18 mars 1965 à Nitra, est un homme politique slovaque, membre du parti Liberté et Solidarité (SaS), dont il est vice-président depuis sa fondation, en 2009.

## Biographie
Ingénieur, diplômé de mathématiques et sciences physiques de l'université Comenius de Bratislava, il exerce la profession de consultant depuis 2003. 
Après avoir conseillé, de 2005 à 2006, le ministre de la Santé sur la réforme de l'assurance maladie, il participe, en 2009, à la création du parti libéral SaS, dont il est désigné vice-président et qui entre l'année suivante dans la coalition de centre droit d'Iveta Radičová. Le 8 juillet 2010, il devient vice-président du gouvernement et ministre du Travail, des Affaires sociales et de la Famille.
Il est remplacé, le 4 avril 2012, par Ján Richter.
Le 26 octobre 2023, il devient député européen en remplacement de Michal Šimečka.